# یوکو یاماموتو
یوکو یاماموتو ((به ژاپنی: 山本 陽子 Yoko Yamamoto)؛ زادهٔ ۱۷ مارس ۱۹۴۲) (مرگ- ۲۰ فوریه ۲۰۲۴) یک هنرپیشه ژاپنی بود که توسط کابوشیکیگاایشا سانیو کیکاکو نمایندگی می‌شد. یاماموتو در ۱۷ مارس ۱۹۴۲ متولد شد و در ۲۰ فوریه ۲۰۲۴ در سن ۸۱ سالگی درگذشت.